# Анфим (Ника)
Архиепи́скоп Анфи́м (рум. Episcopul Antim, в миру Александру Ника, рум. Alexandru Nica или Александр Ананьевич Ников, рум. Alexandru Nicov; 24 февраля 1908 — 1 мая 1994) — епископ Румынской православной церкви, архиепископ Нижнедунайский.

## Биография
Родился 24 февраля 1908 года в небольшом селе Богзешты Оргеевского уезда Бессарабской губернии Российской империи (ныне Теленештский район, Молдавия) в крещении получил имя Александр. Его отец, Анания Наков, до рождения Анфима, был учителем в селе, после чего он был рукоположен в сан диакона. Его мать, Анастасия, посвятила всю свою жизнь воспитанию 12 детей. Живя в большой семье, молодой Александр должен был работать на земле вместе со своими родителями и братьями и сёстрами.
Летом 1927 году оканчивает учебу в Кишинёвской духовной семинарии. В 1927—1931 годы учился на факультете православного богословия в Кишинёве. Он продолжил своё обучение по специализации во Франции (в 1932—1934 годах: в Париже и Страсбурге), а в 1934—1935 годах в Англии и Ливане (миссионерская Академия «Near East School of Theology» в Бейруте).
24 июня 1935 года в Монастыре Курки в Оргееве, митрополитом Гурием (Гроссу) пострижен в монашество с именем Анфим в честь митрополит Анфима Иверского. На праздник Успения Пресвятой Богородицы 1935 года он был рукоположен в сан иеродиакона, а 11 апреля 1936 года он был рукоположен в сан иеромонаха, 21 мая 1939 года возведён в сан протосинкелла, а 8 ноября 1940 года возведён в сан архимандрита.
С 1935 по 1937 год был префектом образования и директором епархиального теологического и миссионерского интерната в Кишинёве. В 1937—1940 годы был экзархом (благочинным) монастырей в Хотинской епархии.
В 1940 году на факультете православного богословия в Кишинёве за защитил диссертациею «Христианское миссионерство между магомеданами на Ближнем Востоке» (Misionarismul creștin între mahomedani în Orientul Apropiat). В том же году назначен ассистентом кафедры пастырства богословского факультета в Кишинёве, переведённого на следующий год в Бухарест (1941).
В 1941 году назначен членом «религиозной миссии» в Приднестровье с центром в Одессе. С декабря 1943 года по март 1944 голда возглавлял данную миссию.
14 января 1944 года был изран епископом Белгородским и Измаильским, 23 января того же год состоялась его хиротония, которую совершили: митрополит Молдавский и Сучавский Ириней (Михэлческу), архиепископ Кишинёвский Ефрем (Енэкеску) и епископ Американский Поликарп (Морушка). 10 марта того же года в Измаиле состоялась его интронизация. Однако наступление Красной Армии заставило его бежать в Румынию летом того же года. В период с августа по декабрь 1944 года был архиереем, находящимся в распоряжении Румынского Патриархата, а затем его послали помочь епископу Косме (Петровичу) восстановить Нижнедунайскую епархии.
С декабря 1945 года по сентябрь 1947 года является директором Богословского интерната в Бухаресте. 15 сентября 1947 года после увольнения епископа Космы (Петровича) назначен временным управляющим Нижнедунайской епархией, где служил до апреля 1950 года.
1 мая 1950 года назначен викарным епископом Патриарха Румынского под названием с титулом «Тырговиштский» и секретарём Священного Синода Румынской православной церкви.
10 июня 1973 года в связи со выходом на покой епископа Кесария (Пэунеску) избран правящим архиереем Нижне-Дунайской епархией, в связи с чем освобождён от должности Секретаря Священного Синода. 19 августа состоялась его интронизация, которую возглавил патриарх Румынский Юстиниан.
16 октября 1975 года Нижнедунайская епархия получила ранг архиепископии и стала именоваться «Томисской и Нижнедунайской», в связи с чем епископ Анфим становился архиепеископом. 9 ноября 1975 года состоялась его интронизация в новом достоинстве.
Он был частью многочисленных синодальных делегаций, которые посетили другие страны, в том числе был делегирован Священным Синодом, чтобы представить Румынскую Православную Церковь на ряде встреч экуменического характера: II всеправославном совещании на острове Родос в 1963, IV всеправославном совещании в Шамбези в 1968 году, Ламбетской конференции в 1968 году, первой всемирной конференции религий по продвижению мира в Киото в 1970 году, исламско-христианском коллоквиуме в Триполи 1976 и других мероприятиях.
12 февраля 1990 года Томисская архиепископия была восстановлена, в связи с чем, Нижнедунайская епархия, управляющим которой остался архиепископ Анфим, вновь имела ранг епископии.
Он скончался 1 мая 1994 года в Галаце.

## Публикации
- La notion de verite religieuse d’apres M. Loisy, Chișinău, 1936, 20 p.
- Ortodoxia în Siria și la Locurile Sfinte, Chișinău, 1936, 16 p.
- Misionarismul creștin între mahomedani în Orientul Apropiat (teză de doctorat), Bălți, 1939, 173 p.
- «Rugăciunea lui Iisus» // Biserica Ortodoxă Română, an. LVII, 1939, nr. 9-10, p. 551−568 (și extras 20 p.)
- Viața religioasă in Transnistria (Chişinău, 1943), pp. 5-17
- Misionari străini în România (1841—1941) // volumul «Prinos închinat Înalt Prea Sfințitului Nicodim…», București, 1946, p. 67-73
- «Ortodoxia în Extremul Orient» // Ortodoxia, an. III, 1951, nr.1, p. 101—114
- «Negrii ortodocși din Africa și lupta lor pentru autonomie bisericească» // Ortodoxia, an. XIX, 1967, nr. 1, p. 3-16